# Marcin Żewłakow
Pour les articles homonymes, voir Zewlakow.
Marcin Żewłakow, né le 22 avril 1976 à Varsovie, est un footballeur international polonais. Il évoluait au poste d'attaquant. Marcin Żewłakow est le frère jumeau du défenseur Michał Żewłakow. Ils ont joué ensemble au Polonia Varsovie, à Beveren et à Mouscron.

## Biographie

### En club
Après des débuts dans son pays natal, il arrive en Belgique en 1998 au KSK Beveren avant de rejoindre le Royal Excelsior Mouscron. Il y jouera six ans (81 buts en 177 matches) avant de quitter la Belgique et tenter en 2005 sa chance en France, au FC Metz. Ce transfert est un échec pour lui et six mois plus tard, il est prêté au Royal Excelsior Mouscron. En juin 2006, il signe au KAA La Gantoise. Après avoir joué 34 matchs et marqué quatre buts pour le club en un an et demi, il est prêté au FCV Dender EH de janvier à juin 2008. Il y joue douze matches pour un but. En mai 2008, il rejoint l'APOEL Nicosie, club chypriote.
Courtisé par son ancien club, le Polonia Varsovie, il s'engage finalement le 22 juillet 2010 au GKS Bełchatów. Il y signe un contrat d'une seule année, avec une seconde en option.
En juillet 2012, il signe au Korona Kielce.

### En équipe nationale
Convoqué pour la Coupe du monde 2002, il marque un but face aux Etats-Unis permettant aux siens de s'imposer 3-1. 

## Palmarès
- Finaliste de la Coupe de Belgique : 2002, 2006 avec l'Excelsior Mouscron.
- Champion de Chypre : 2009 avec l'APOEL Nicosie.
- Vice-champion de Chypre : 2010 avec l'APOEL Nicosie.
- Vice-champion de Pologne en 1998 avec Polonia Varsovie.